# Epitaph World Tour
Epitaph World Tour —en español: Gira mundial epitafio— es la vigésima quinta gira mundial de conciertos de la banda británica de heavy metal Judas Priest, anunciada como la gran última gira mundial. Comenzó el 7 de junio en el recinto 013 de Tilburgo en los Países Bajos y culminó el 26 de mayo de 2012 en el Hammersmith Apollo de Londres en Inglaterra. Gracias a la extensa gira, tocaron por primera vez en Serbia, Costa Rica, Venezuela y Singapur.

## Antecedentes
El 7 de diciembre de 2010 la banda a través de su página oficial informó que esta sería su última gira, aunque no sería el final de Judas Priest. Posteriormente y en algunas entrevistas a sus integrantes, confirmaron que pretendía ser la última a nivel mundial y que estaba contemplada hasta mediados de 2012. Este fue el primer tour sin el guitarrista K.K. Downing, que antes de iniciarla anunció su retiro de la agrupación por tener problemas con el resto Judas Priest. Es por ello y con varias fechas confirmadas, la banda contrató al exguitarrista de Lauren Harris, Richie Faulkner, como su reemplazo.
Comenzó el 7 de junio de 2011 en Tilburgo, dando inicio así a la primera parte por Europa, con destacadas presentaciones en los mayores festivales del continente. En septiembre comenzaron su paso por Latinoamérica, con cuatro fechas en Brasil, tres en México, una en Argentina, Chile y Colombia, y con su primera visita a Costa Rica y Venezuela. A su vez, el 12 de octubre iniciaron una serie de conciertos por los Estados Unidos y Canadá, que culminó el 3 de diciembre en Biloxi (Misisipi).
El 4 de febrero de 2012 se dio inicio a la segunda parte de la gira, con un show en Corea del Sur y que dio paso a ocho conciertos en Japón y su primera presentación en Singapur. Ya en abril comenzaron la segunda y última parte por Europa con veintiocho shows en quince países, cuya presentación final se celebró en Londres el 26 de mayo.

## Producción
El 10 de mayo de 2011, la banda anunció que habían iniciado la preparación del tour, incluyendo algunos ensayos, fotografías promocionales, efectos especiales y la construcción del escenario, que se caracterizó por la enorme cantidad de equipos de sonido e iluminación. Al respecto y un día antes de iniciarla, el guitarrista Glenn Tipton publicó en su página oficial: «acabamos de terminar los ensayos de la producción para nuestra Epitaph World Tour; el espectáculo se ve genial, con motocicletas, rayos láser, llamaradas de fuego, lo que sea lo tenemos».

## Lista de canciones
A lo largo de la gira, la banda contó con un solo listado de canciones que según Tipton: «incluye algunos clásicos de Priest que nunca hemos tocado en vivo y por supuesto las viejas favoritas que todos van a querer escuchar». El 15 de febrero anunciaron que tocarían al menos una canción de cada disco, desde el debut Rocka Rolla hasta el conceptual Nostradamus. En total el setlist contaba con veintidós canciones, pero para ciertas presentaciones en los festivales de música, algunas de ellas fueron excluidas. A continuación el listado dado el 26 de mayo de 2012 en Londres.
- HMV Hammersmith Apollo, Londres

1. «Battle Hymn»
2. «Rapid Fire»
3. «Metal Gods»
4. «Heading Out to the Highway»
5. «Judas Rising»
6. «Starbreaker»
7. «Victim of Changes»
8. «Never Satisfied»
9. «Diamonds & Rust»
10. «Prophecy»
11. «Night Crawler»
12. «Turbo Lover»
13. «Beyond the Realms of Death»
14. «The Sentinel»
15. «Blood Red Skies»
16. «The Green Manalishi (With the Two Pronged Crown)»
17. «Breaking the Law»
18. «Painkiller»
19. «The Hellion/Electric Eye»
20. «Hell Bent for Leather»
21. «You've Got Another Thing Comin'»
22. «Living After Midnight»

## Fechas

### Fechas de 2011
| Fecha            | País            | Ciudad            | Recinto                               | Notas                                                      |
| Europa           | Europa          | Europa            | Europa                                | Europa                                                     |
| ---------------- | --------------- | ----------------- | ------------------------------------- | ---------------------------------------------------------- |
| 7 de junio       | Países Bajos    | Tilburgo          | 013                                   |                                                            |
| 9 de junio       | Suecia          | Sölvesborg        | Sweden Rock Festival                  |                                                            |
| 11 de junio      | Finlandia       | Tampere           | Sauna Open Air Festival               |                                                            |
| 14 de junio      | Noruega         | Oslo              | Oslo Spektrum                         |                                                            |
| 15 de junio      | Noruega         | Bergen            | Edvard Griegsplass                    |                                                            |
| 17 de junio      | Dinamarca       | Copenhague        | Copenhell Festival                    |                                                            |
| 19 de junio      | Francia         | Clisson           | Hellfest                              |                                                            |
| 20 de junio      | Francia         | París             | Zénith de París                       | teloneados por Duff McKagan's Loaded                       |
| 22 de junio      | Italia          | Milán             | Gods of Metal                         |                                                            |
| 23 de junio      | Suiza           | Basilea           | Sonisphere Festival                   |                                                            |
| 25 de junio      | Bélgica         | Dessel            | Graspop Metal Meeting                 |                                                            |
| 27 de junio      | Alemania        | Múnich            | Zenith                                | teloneados por Whitesnake                                  |
| 28 de junio      | República Checa | Praga             | O2 Arena                              | teloneados por Whitesnake                                  |
| 29 de junio      | Austria         | Viena             | Wiener Stadthalle                     | teloneados por Whitesnake y Thin Lizzy                     |
| 1 de julio       | Serbia          | Belgrado          | Arena de Belgrado                     | teloneados por Whitesnake                                  |
| 3 de julio       | Rumania         | Bucarest          | Rock the City Festival                |                                                            |
| 5 de julio       | Grecia          | Atenas            | Complejo Olímpico Deportivo de Faliro | teloneados por Whitesnake, Opeth, Firewind y Karma Violens |
| 7 de julio       | Grecia          | Salónica          | 2310 Festival                         |                                                            |
| 8 de julio       | Bulgaria        | Sofía             | Sofia Rocks Festival                  |                                                            |
| 10 de julio      | Turquía         | Estambul          | Maçka Küçükçiftlik Park               | teloneados por Whitesnake y Pentagram                      |
| 15 de julio      | Gales           | Newport           | Newport Centre                        | teloneados por Queensrÿche y Rival Sons                    |
| 16 de julio      | Inglaterra      | Manchester        | 02 Apollo                             | teloneados por Queensrÿche y Rival Sons                    |
| 17 de julio      | Inglaterra      | Doncaster         | Doncaster Dome                        | teloneados por Queensrÿche y Rival Sons                    |
| 19 de julio      | Escocia         | Glasgow           | SECC                                  | teloneados por Queensrÿche y Rival Sons                    |
| 20 de julio      | Inglaterra      | Newcastle         | Metro Radio Arena                     | teloneados por Queensrÿche y Rival Sons                    |
| 21 de julio      | Inglaterra      | Wolverhampton     | Wolverhampton Civic Hall              | teloneados por Queensrÿche y Rival Sons                    |
| 23 de julio      | Inglaterra      | Londres           | High Voltage Festival                 |                                                            |
| 24 de julio      | Inglaterra      | Bournemouth       | Bournemouth International Centre      | teloneados por Queensrÿche y Rival Sons                    |
| 27 de julio      | Portugal        | Lisboa            | Pavilhão Atlântico                    | teloneados por Queensrÿche                                 |
| 29 de julio      | España          | La Coruña         | Coliseum da Coruña                    | teloneados por Motörhead y Saxon                           |
| 30 de julio      | España          | Madrid            | La Cubierta                           | teloneados por Motörhead y Saxon                           |
| 31 de julio      | España          | Bilbao            | Bizkaia Arena                         | teloneados por Motörhead y Saxon                           |
| 2 de agosto      | España          | Barcelona         | Pabellón Olímpico de Badalona         | teloneados por Motörhead y Saxon                           |
| 5 de agosto      | Alemania        | Wacken            | Wacken Open Air                       |                                                            |
| 7 de agosto      | Francia         | Colmar            | Foire aux Vins Festival               |                                                            |
| 9 de agosto      | Alemania        | Berlín            | O2 World                              | teloneados por Sabaton                                     |
| 10 de agosto     | Polonia         | Katowice          | Metal Hammer Festival                 | teloneados por Exodus, Morbid Angel y Vader                |
| 11 de agosto     | Hungría         | Budapest          | Sziget Festival                       |                                                            |
| Latinoamérica    |                 |                   |                                       |                                                            |
| 10 de septiembre | Brasil          | São Paulo         | Anhembi                               | teloneados por Whitesnake                                  |
| 11 de septiembre | Brasil          | Río de Janeiro    | Citibank Hall                         | teloneados por Whitesnake                                  |
| 13 de septiembre | Brasil          | Belo Horizonte    | Chevrolet Hall                        | teloneados por Whitesnake                                  |
| 15 de septiembre | Brasil          | Brasilia          | Ginásio Nilson Nelson                 | teloneados por Whitesnake                                  |
| 18 de septiembre | Argentina       | Buenos Aires      | Estadio Presidente Perón              | teloneados por Whitesnake                                  |
| 20 de septiembre | Chile           | Santiago de Chile | Movistar Arena                        | teloneados por Whitesnake                                  |
| 23 de septiembre | Colombia        | Bogotá            | Coliseo Cubierto El Campin            | teloneados por Whitesnake                                  |
| 25 de septiembre | Venezuela       | Caracas           | Terraza del C.C.C.T.                  | teloneados por Whitesnake                                  |
| 27 de septiembre | Costa Rica      | San José          | Estadio Nacional                      | teloneados por Whitesnake                                  |
| 30 de septiembre | México          | Ciudad de México  | Palacio de los Deportes               | teloneados por Whitesnake                                  |
| 1 de octubre     | México          | Guadalajara       | Auditorio Telmex                      | teloneados por Whitesnake                                  |
| 3 de octubre     | México          | Monterrey         | Auditorio Banamex                     | teloneados por Whitesnake                                  |
| Norteamérica     |                 |                   |                                       |                                                            |
| 12 de octubre    | Estados Unidos  | San Antonio       | AT&T Center                           | teloneados por Black Label Society y Thin Lizzy            |
| 14 de octubre    | Estados Unidos  | Corpus Christi    | Concrete Street Amphitheater          | teloneados por Black Label Society y Thin Lizzy            |
| 15 de octubre    | Estados Unidos  | The Woodlands     | Cynthia Woods Mitchell Pavilion       | teloneados por Black Label Society y Thin Lizzy            |
| 16 de octubre    | Estados Unidos  | Allen             | Allen Event Center                    | teloneados por Black Label Society y Thin Lizzy            |
| 18 de octubre    | Estados Unidos  | Tucsón            | AVA Amphitheater                      | teloneados por Black Label Society y Thin Lizzy            |
| 19 de octubre    | Estados Unidos  | Chula Vista       | Cricket Wireless Amphitheatre         | teloneados por Black Label Society y Thin Lizzy            |
| 21 de octubre    | Estados Unidos  | Phoenix           | Arizona State Fair                    | teloneados por Black Label Society y Thin Lizzy            |
| 22 de octubre    | Estados Unidos  | San Bernardino    | San Manuel Amphitheater               | teloneados por Black Label Society y Thin Lizzy            |
| 23 de octubre    | Estados Unidos  | Las Vegas         | The Joint                             | teloneados por Black Label Society y Thin Lizzy            |
| 25 de octubre    | Estados Unidos  | Bakersfield       | Rabobank Arena                        | teloneados por Black Label Society y Thin Lizzy            |
| 27 de octubre    | Estados Unidos  | Concord           | Sleep Train Pavilion                  | teloneados por Black Label Society y Thin Lizzy            |
| 29 de octubre    | Estados Unidos  | Seattle           | WaMu Theater                          | teloneados por Black Label Society y Thin Lizzy            |
| 30 de octubre    | Canadá          | Vancouver         | Rogers Arena                          | teloneados por Black Label Society y Thin Lizzy            |
| 1 de noviembre   | Canadá          | Edmonton          | Shaw Conference Centre                | teloneados por Black Label Society y Thin Lizzy            |
| 2 de noviembre   | Canadá          | Calgary           | Scotiabank Saddledome                 | teloneados por Black Label Society y Thin Lizzy            |
| 4 de noviembre   | Estados Unidos  | West Valley City  | Maverik Center                        | teloneados por Black Label Society y Thin Lizzy            |
| 5 de noviembre   | Estados Unidos  | Broomfield        | 1stBank Center                        | teloneados por Black Label Society y Thin Lizzy            |
| 8 de noviembre   | Estados Unidos  | Cincinnati        | U.S. Bank Arena                       | teloneados por Black Label Society y Thin Lizzy            |
| 9 de noviembre   | Estados Unidos  | Springfield       | Prairie Capital Convention Center     | teloneados por Black Label Society y Thin Lizzy            |
| 10 de noviembre  | Estados Unidos  | St. Charles       | Family Arena                          | teloneados por Black Label Society y Thin Lizzy            |
| 12 de noviembre  | Estados Unidos  | Hammond           | The Venue of Horseshoe Hammond        | teloneados por Black Label Society y Thin Lizzy            |
| 13 de noviembre  | Estados Unidos  | Detroit           | Joe Louis Arena                       | teloneados por Black Label Society y Thin Lizzy            |
| 15 de noviembre  | Estados Unidos  | Cleveland         | Quicken Loans Arena                   | teloneados por Black Label Society y Thin Lizzy            |
| 16 de noviembre  | Estados Unidos  | Rochester         | Main Street Armory                    | teloneados por Black Label Society y Thin Lizzy            |
| 18 de noviembre  | Estados Unidos  | East Rutherford   | Izod Center                           | teloneados por Black Label Society y Thin Lizzy            |
| 19 de noviembre  | Estados Unidos  | Johnstown         | Cambria County War Memorial Arena     | teloneados por Black Label Society y Thin Lizzy            |
| 20 de noviembre  | Estados Unidos  | Lowell            | Tsongas Arena                         | teloneados por Black Label Society y Thin Lizzy            |
| 22 de noviembre  | Canadá          | Toronto           | Air Canada Centre                     | teloneados por Black Label Society y Thin Lizzy            |
| 23 de noviembre  | Canadá          | Quebec            | Colisée Pepsi                         | teloneados por Black Label Society y Thin Lizzy            |
| 24 de noviembre  | Canadá          | Montreal          | Centre Bell                           | teloneados por Black Label Society y Thin Lizzy            |
| 26 de noviembre  | Estados Unidos  | Reading           | Sovereign Center                      | teloneados por Black Label Society y Thin Lizzy            |
| 27 de noviembre  | Estados Unidos  | Winston-Salem     | Lawrence Joel Veterans Coliseum       | teloneados por Black Label Society y Thin Lizzy            |
| 30 de noviembre  | Estados Unidos  | Tampa             | 1-800-ASK-GARY Amphitheatre           | teloneados por Black Label Society y Thin Lizzy            |
| 1 de diciembre   | Estados Unidos  | Miami             | Bayfront Park Amphitheater            | teloneados por Black Label Society y Thin Lizzy            |
| 3 de diciembre   | Estados Unidos  | Biloxi            | Hard Rock at Casino                   | teloneados por Black Label Society y Thin Lizzy            |

### Fechas de 2012
| Fecha         | País            | Ciudad          | Recinto                         | Notas                                      |
| Asia          | Asia            | Asia            | Asia                            | Asia                                       |
| ------------- | --------------- | --------------- | ------------------------------- | ------------------------------------------ |
| 4 de febrero  | Corea del Sur   | Seúl            | Arena de Gimnasia Olímpica      | teloneados por Crash                       |
| 7 de febrero  | Japón           | Fukuoka         | Sun Palace                      |                                            |
| 9 de febrero  | Japón           | Yokohama        | Pacifico Yokohama               |                                            |
| 11 de febrero | Japón           | Kobe            | Kokusai Kaikan Hall             |                                            |
| 13 de febrero | Japón           | Hiroshima       | Hiroshima Alsok Hall            |                                            |
| 14 de febrero | Japón           | Nagoya          | Centro de Artes Aichi           |                                            |
| 16 de febrero | Japón           | Tokio           | Zepp Tokio                      |                                            |
| 17 de febrero | Japón           | Tokio           | Nippon Budokan                  |                                            |
| 20 de febrero | Singapur        | Singapur        | Fort Canning Park               | teloneados por Lamb of God                 |
| Europa II     |                 |                 |                                 |                                            |
| 14 de abril   | Polonia         | Katowice        | Spodek                          |                                            |
| 16 de abril   | Ucrania         | Kiev            | Palacio de los deportes de Kiev |                                            |
| 18 de abril   | Rusia           | Moscú           | Stadium Live                    | teloneados por Lady Starlight              |
| 20 de abril   | Rusia           | San Petersburgo | Yubileyny Sports Palace         |                                            |
| 22 de abril   | Finlandia       | Helsinki        | Helsinki Ice Hall               | teloneados por HammerFall                  |
| 24 de abril   | Suecia          | Linköping       | Cloetta Center                  | teloneados por HammerFall                  |
| 25 de abril   | Suecia          | Estocolmo       | Hovet                           | teloneados por HammerFall                  |
| 27 de abril   | Alemania        | Hamburgo        | Alsterdorfer Sporthalle         | teloneados por Thin Lizzy                  |
| 28 de abril   | Alemania        | Leipzig         | Arena Leipzig                   | teloneados por Thin Lizzy                  |
| 30 de abril   | Alemania        | Münster         | Halle Münsterland               | teloneados por Thin Lizzy                  |
| 1 de mayo     | Alemania        | Düsseldorf      | Mitsubishi Electric Halle       | teloneados por Thin Lizzy                  |
| 3 de mayo     | Alemania        | Stuttgart       | Porsche-Arena                   | teloneados por Thin Lizzy                  |
| 4 de mayo     | Alemania        | Núremberg       | Nuremberg Arena                 | teloneados por Thin Lizzy                  |
| 5 de mayo     | Austria         | Linz            | TipsArena                       | teloneados por Thin Lizzy                  |
| 8 de mayo     | República Checa | Pardubice       | ČEZ Aréna                       | teloneados por Thin Lizzy                  |
| 9 de mayo     | Eslovaquia      | Bratislava      | Incheba EXPO Arena              | teloneados por Thin Lizzy                  |
| 11 de mayo    | Italia          | Mantua          | Palabam di Mantova              | teloneados por UFO                         |
| 12 de mayo    | Suiza           | Friburgo        | Forum                           | teloneados por Thin Lizzy                  |
| 15 de mayo    | España          | Madrid          | Palacio de Vistalegre           | teloneados por Blind Guardian y U.D.O.     |
| 16 de mayo    | España          | Barcelona       | Palau Sant Jordi                | teloneados por Blind Guardian y U.D.O.     |
| 18 de mayo    | España          | Sevilla         | Auditorio Rocío Jurado          | teloneados por Blind Guardian y U.D.O.     |
| 20 de mayo    | España          | San Sebastián   | Velódromo de Anoeta             | teloneados por Blind Guardian y U.D.O.     |
| 23 de mayo    | Bélgica         | Amberes         | Lotto Arena                     | teloneados por Saxon y After All           |
| 24 de mayo    | Países Bajos    | Kerkrade        | Rodahal                         | teloneados por Saxon y Kobra and the Lotus |
| 26 de mayo    | Reino Unido     | Londres         | HMV Hammersmith Apollo          | teloneados por Saxon y Kobra and the Lotus |

## Músicos
- Rob Halford: voz
- Glenn Tipton: guitarra eléctrica
- Richie Faulkner: guitarra eléctrica
- Ian Hill: bajo
- Scott Travis: batería